# Aiguière
Als Aiguière (französisch „Wasserkanne“) wird ein Gießgefäß bezeichnet, das vom Mittelalter bis zum Barock in Gebrauch war.

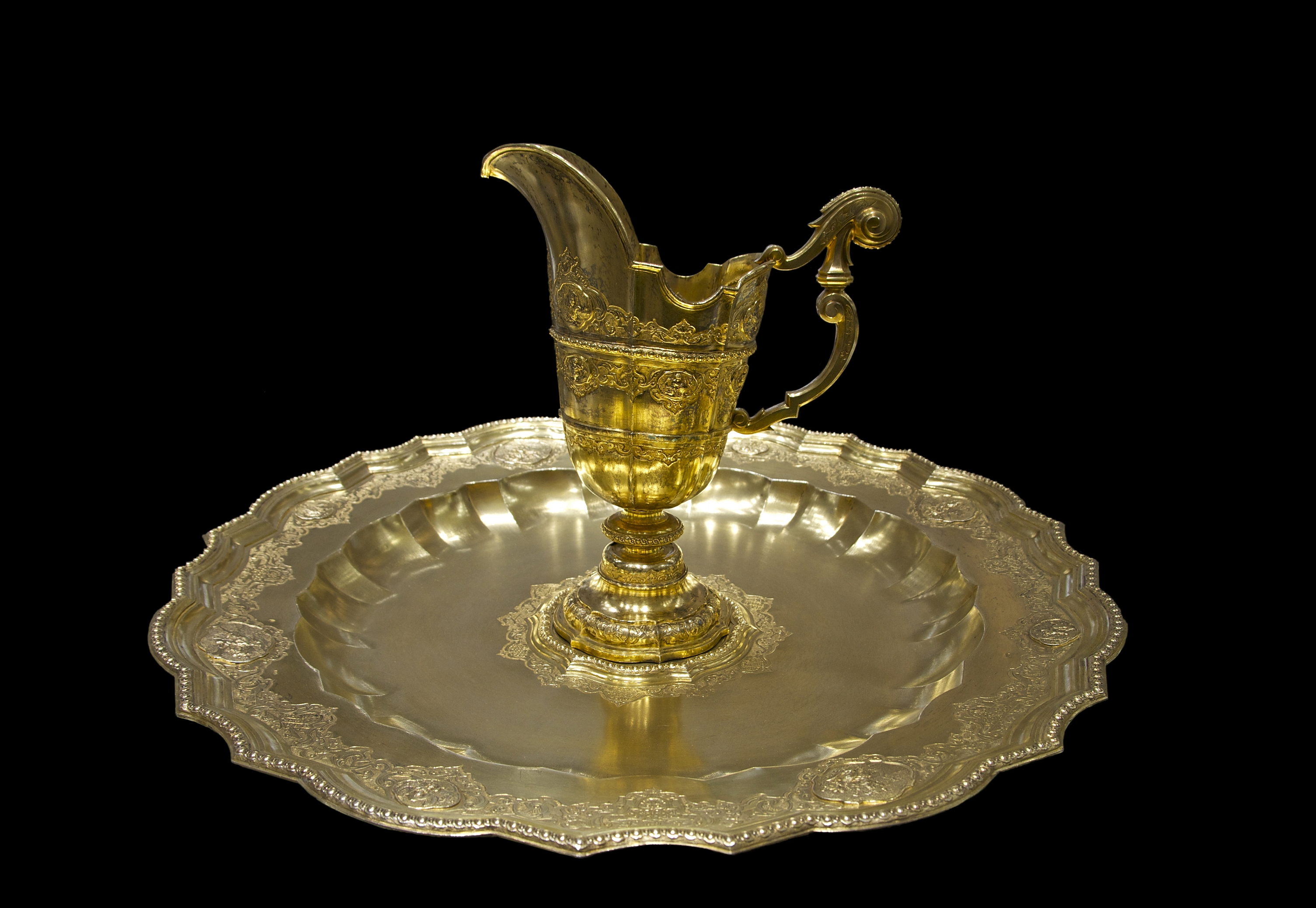
Aiguière mit Becken von Maria Theresia
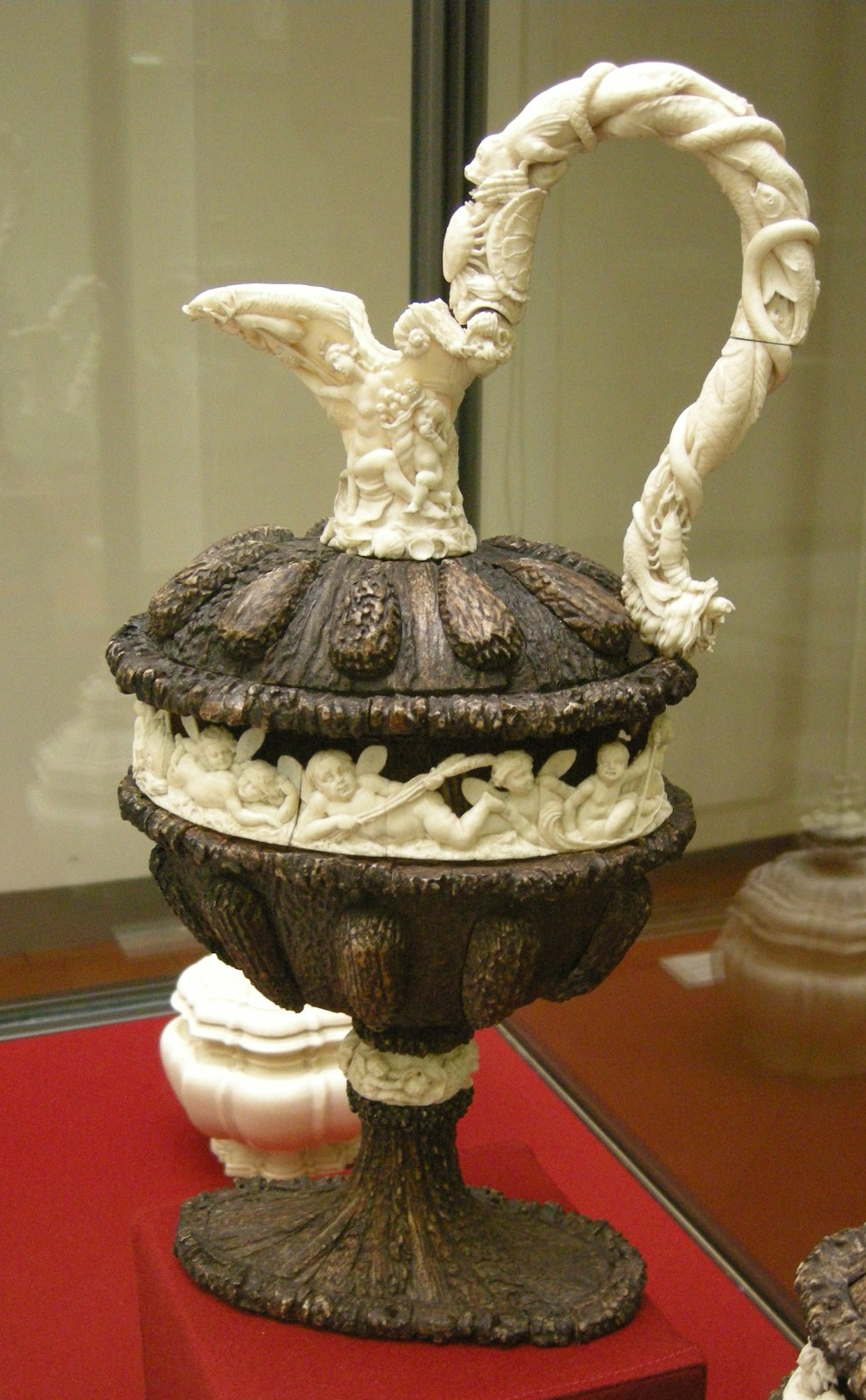
Maucher-Kanne

Die Aiguière ist eine meist aus Edelmetall, aber auch aus Bergkristall oder Zinn gefertigte Schnabelkanne mit einem senkrechten Henkel. Üblicherweise ist sie reich verziert und weist einen breiten Schnabel auf. Als Gießgeschirr tritt sie gemeinsam mit einem dazugehörigen Becken auf und wurde dazu benutzt, nach dem Mahl die Hände zu überspülen. 
Ab dem 16. Jahrhundert wurden Aiguièren in antikisierendem Stil angefertigt, sie verloren zunehmend ihre eigentliche Funktion und wurden schließlich nur noch als Dekorationsobjekte angefertigt. Im Barock dienten sie in prunkvoller Ausführung aus Elfenbein als Tafelaufsatz, die nach dem in Schwäbisch Gmünd ansässigen und auf solche Gefäße spezialisierten Elfenbeinschnitzer Johann Michael Maucher auch Maucher-Kannen genannt wurden.